# Jamestown (Missouri)
Jamestown is een plaats (town) in de Amerikaanse staat Missouri, en valt bestuurlijk gezien onder Moniteau County.

## Demografie
Bij de volkstelling in 2000 werd het aantal inwoners vastgesteld op 382.
In 2006 is het aantal inwoners door het United States Census Bureau geschat op 398, een stijging van 16 (4,2%).

## Geografie
Volgens het United States Census Bureau beslaat de plaats een oppervlakte van
2,6 km², geheel bestaande uit land. Jamestown ligt op ongeveer 265 m boven zeeniveau.

## Plaatsen in de nabije omgeving
De onderstaande figuur toont nabijgelegen plaatsen in een straal van 20 km rond Jamestown.